# Жегалов, Виктор Васильевич
Виктор Васильевич Жегалов (1 мая 1898, Палех, Владимирская губерния — 13 октября 1941, Лом, Ярославская область) — советский художник, мастер палехской миниатюры.

## Биография
Родился 1 мая 1898 года в селе Палех Вязниковского уезда Владимирской губернии. В 1908—1912 годах занимался в иконописной мастерской. В 1913—1917 годах учился в учебно-иконописной мастерской Комитета попечительства в Палехе. С 1928 года состоял в Артели древней живописи, где его учителями были Иван Баканов и Александр Котухин. С 1932 года участвовал в художественных выставках. В 1933 году его работы экспонировались на выставке в Лондоне. В 1930—1935 годах преподавал в Палехском художественном училище. В Москве в 1930-х годах занимался оформлением «Гастронома № 1» на улице Горького и павильона «Табак» на ВСХВ. В 1937—1938 годах занимался росписью фарфоровых изделий на Дулёвском фарфоровом заводе.
После начала Великой Отечественной войны отправился на фронт. Погиб 13 октября 1941 года (по другим данным — 14 октября) при бомбардировке железнодорожного эшелона на станции Лом под Рыбинском. В том же эшелоне погибли другие палехские художники Павел Баженов и Василий Салабанов.

## Творчество
Расписывал изделия из папье-маше, шкатулки, пудреницы, папиросницы, броши. В его творчестве присутствуют как мотивы русской литературы и фольклора, так и современные советские темы: «Жар-птица» (1928, Ивановский ОХМ), «Красноармеец на коне» (1930, СПМЗ), «Красный обоз» (1931), «Сказка о рыбаке и рыбке» (1933, вариант — пластина, 1936, Всероссийский музей А. С. Пушкина, г. Пушкин), «Партизаны» (1934, ГМПИ), «Охота» (1936, СПМЗ), «Степан Разин» (1939).

## Галерея

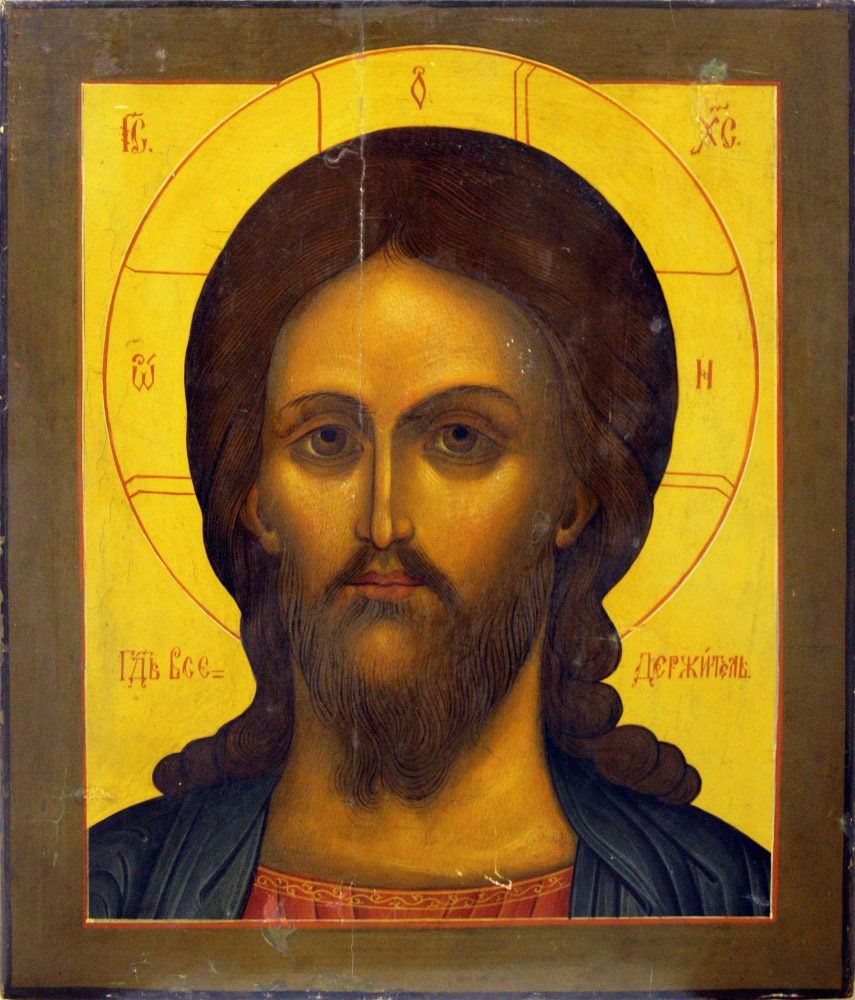
Вседержитель. Икона, 1912
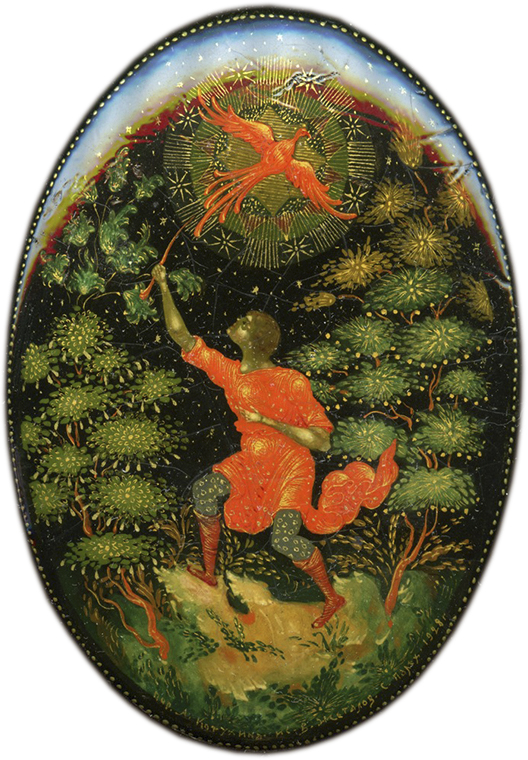
Жар-птица, 1928
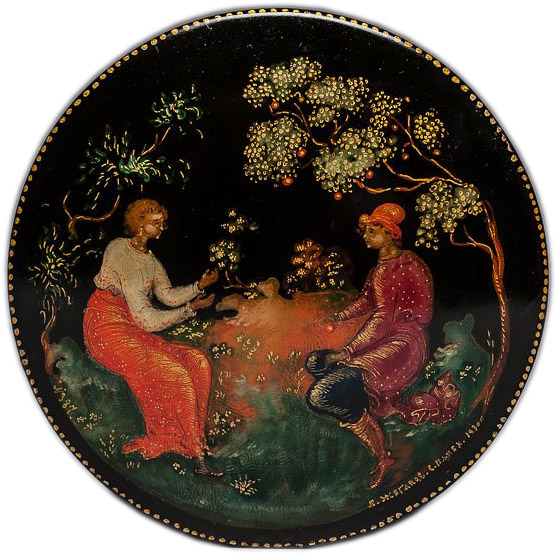
Влюбленная пара, 1930